# Hakan Fidan

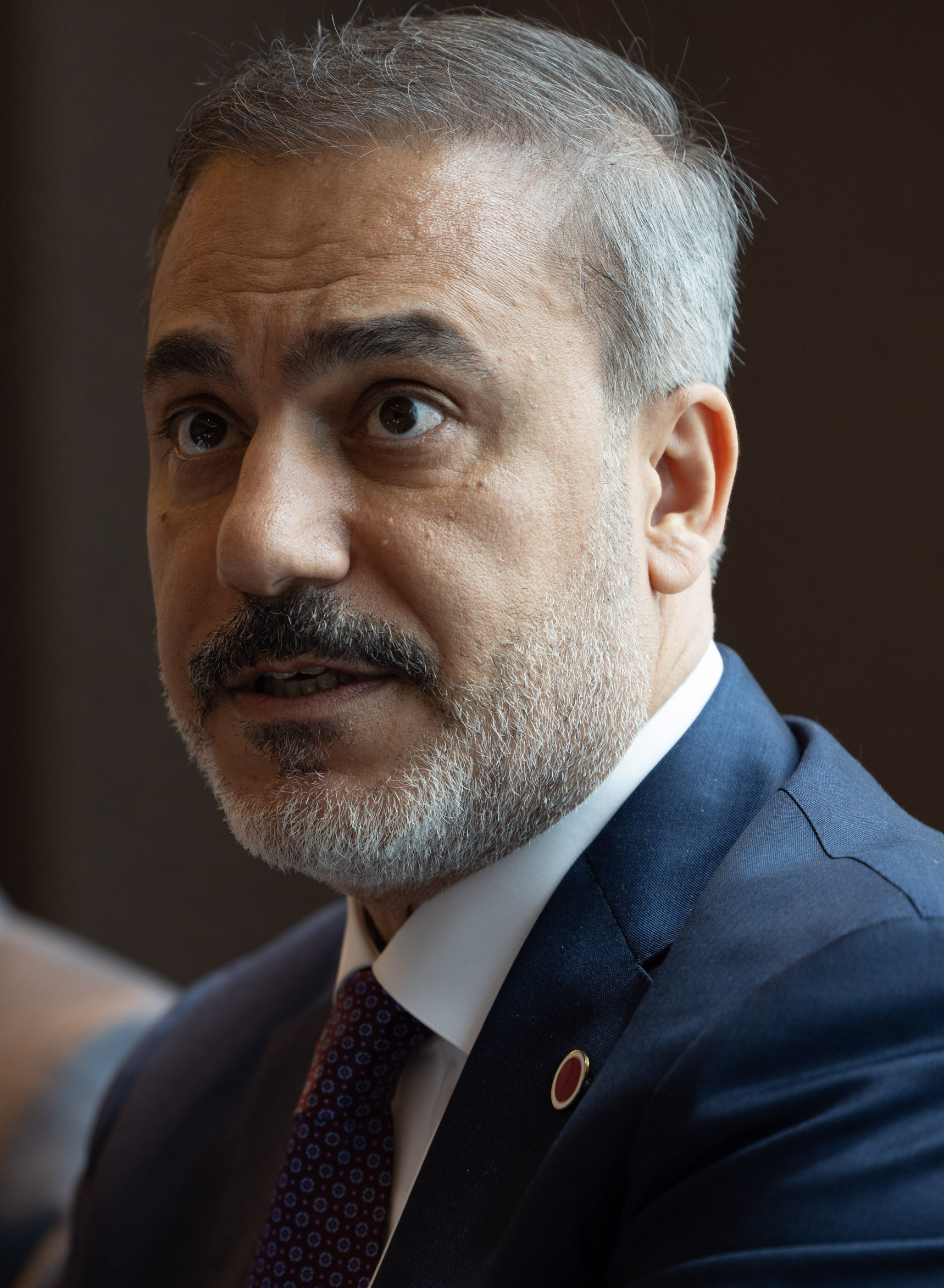
Hakan Fidan, 2023

Hakan Fidan (* 17. Juli 1968 in Ankara) ist ein türkischer Politiker (AKP) und seit Juni 2023 der türkische Minister für auswärtige Angelegenheiten. Fidan gilt als Transatlantiker innerhalb der Regierungspartei AKP.

## Karriere
Fidan ist väterlicherseits kurdischer Abstammung. Fünfzehn Jahre, von 1986 bis 2001, diente er als Soldat in der türkischen Armee, zuletzt als Unteroffizier. Kurzfristig war er bei der Schnellen Eingreiftruppe der NATO in Deutschland stationiert. Er absolvierte zwei Studiengänge, Management an der Universität Maryland und einen Masterabschluss in Politikwissenschaften an der Bilkent-Universität mit Promotion. Er war von 2003 bis 2007 Leiter des Türkischen Präsidiums für Internationale Kooperation und Koordination, der staatlichen Entwicklungshilfeorganisation. Im November 2007 wurde er zum stellvertretenden Unterstaatssekretär im Ministerpräsidium Erdoğans ernannt. Von Mai 2010 an war er Leiter des türkischen Inlandsgeheimdienstes Millî İstihbarat Teşkilâtı. Fidan strukturierte die Behörde sofort um, machte sie noch mächtiger, indem er dem MİT auch den militärischen Geheimdienst einverleibte. Am 7. Februar 2015 trat er von dieser Position zurück, um für die AKP bei den Wahlen zum türkischen Parlament zu kandidieren. Am 9. März 2015 widerrief er seine Kandidatur und erhielt seinen früheren Posten zurück.
Am 2. Juni 2023 wurde er zum Außenminister der Türkei ernannt.

## Kontroversen
- Kurz nach seiner Ernennung zum Leiter des MİT warf ihm der israelische Geheimdienst Mossad vor, sensible Erkenntnisse des amerikanischen Bündnispartners CIA an den Iran verraten zu haben.[8]

- 2009 wurde Fidan Sondergesandter von Ministerpräsident Erdoğan bei den  geheimen Friedensverhandlungen mit der bewaffneten Terrororganisation PKK in Oslo und nahm an einem Gespräch mit Abdullah Öcalan teil.[11][12]